# カキモリ
カキモリ（英語: Kakimori）は、東京都台東区三筋に店を構える文房具店、消費者直接取引（D2C）ブランド。運営元は株式会社ほたか。

## 概要
2010年に株式会社ほたかが東京都の蔵前に店をオープンし、2017年に現在の場所に移転しリニューアルオープンした。万年筆やボールペンなどの文房具の販売の他に、表紙や中紙、リングなどをカスタマイズすることができる「オーダーノート」や、店舗2階にある姉妹店「inkstand by kakimori」にてオーダーメイドでインクをつくる「オーダーインク」などのサービスがある。
また、ブランド力の高さではなく文房具に愛着を持って接して欲しいというこだわりにより、文房具好きの層に評価されて口コミを呼び、テレビなどのメディアでの取材が多数ある。

## 沿革

### オープンまでの経緯
2007年、後にカキモリのオーナーとなる広瀬琢磨が、広瀬の父が運営していた文房具店が2006年に東京進出の足掛かりとして株式会社ほたかを買収し、その後父に「その会社の経営をやってみないか」と持ちかけられたことをきっかけに、株式会社ほたかに入社した。
文房具業界はEC化が進んでおり、既存のECサイトには勝てないと踏み、専門性を絞った実店舗の業態を取ることにした。その後、未来への価値という視点で文房具屋の業態を考える際に、今のデジタル化の時代にこそ手書きが必要だと思い、書くきっかけをつくるお店をやることにした。
そして2010年10月30日にプレオープンし、11月23日に、国際通りの蔵前交差点付近（東京都台東区蔵前4丁目20-12、現在は化粧品店の「kako -家香-」）に店をグランドオープンした。蔵前に出店した理由について広瀬は「通りが広くてゆったりとしており、浅草と違って観光客はいないが家賃が安かった」と語っている。
店名の由来は「書人」の当て字となっており、アートディレクターの関宙明が提案した複数のロゴ案の中で広瀬が決定した。この他にも関はカキモリのロゴも作っている。

### オープン後
オープンした当時の2010年11月には、客が満足できるような仕組みが整っておらず、経営が苦しい状態にあった。さらにその後、ようやく売上が上向いた矢先に東日本大震災が発生して売上が落ちてしまい、社会全体が文具どころではないという状態になった。しかし、震災をきっかけにモノづくりの背景へ興味を持つ者が増え、さらに2012年にOZmagazineに記事が掲載されたことにより、ようやく売り上げが軌道に乗った。
2014年9月には、オリジナルのインクを作ることができるショップ「ink stand by kakimori」を店舗隣にオープンした。
2015年4月から6月には、台湾の華山1914文化創意産業園区に「カキモリ POP-UP shop in 台湾」を開設し、カキモリのオリジナルインクなどを販売した。
2016年4月5日から7月末までには、東京都渋谷区神宮前にある「裏参道ガーデン」という施設に「カキモリPop-up store 表参道」というオーダーノートが中心のポップアップストアを開設した。本来であれば2年間の出店を予定していたが、訪れる人が少なく、わずか3ヶ月で閉店した。
2017年10月13日には、「カキモリ高崎」を群馬県高崎市にある高崎オーパの6Fにオープン。高崎限定のインクなどを販売していたが、2018年7月8日に閉店した。
同年11月28日には、混雑の解消や新サービスの開始を目的に、旧店舗の約3倍の広さを持つ現在の蔵前橋通りの鳥越神社近くに移転し、リニューアルオープンした。また、これに際して今までスタッフが着用していた腰巻きのエプロンを、上半身まである麻のワークエプロンに変更した。
2020年には新型コロナウイルスの流行による緊急事態宣言の発令により、同年4月1日から6月1日まで店を休業。その間オンラインストアのラインナップの拡充やInstagramを使用したライブ配信などを行った。また、人件費や両替・ATM利用などによる手数料などで現金決済によるコストが上がり、さらにこのコロナ禍の影響で現金そのものや授受が不衛生という考えが広がったため、客には極力キャッシュレス決済をお願いし、将来的には完全キャッシュレス化を目指す予定だという。
また、御徒町や蔵前の一帯の総称「カチクラ」で不定期に行われるイベントである「モノマチ」に、2011年に行われた第1回から第12回を除き全て参加しており、「カキモリカフェ」のオープンや、福岡の文房具・インテリア雑貨メーカー「ハイタイド」とコラボしたショップ「HIGHTIDE STORE mini」のオープン、革製品メーカーの「野村製作所」とコラボした限定オーダーノートの販売、箔押屋の「田中箔押所」でカキモリのノートに箔押しをすることができるサービスなどを行っている。

## 内装
内装は、創業のタイミングがリーマン・ショック後で景気対策の制度融資があったこともあり、1000万円以上の初期費用をかけて内装をアートディレクターや設計士と協力して作成している。店のつくりは眼鏡量販店の「Zoff」を参考にしており、万年筆などの高価な文房具でもショーケースに入れず、誰もが気軽に試せるスタイルとなっている。外観はガラス張りになっており、ノートの製本作業が通りからも見られるようにという工夫によるものとなっている。また、壁や床にあるヘリンボーンは色鉛筆をイメージしているものとなっており、これはカキモリと色鉛筆が「昔からある懐かしいものだけどちょっと新しいものを生み出すようなイメージ」という観点で重なったからだという。

## サービス

### オーダーノート
表紙・中紙・リング・留め具などを自分で選んで組み合わせ、オリジナルノートを作ることができるサービス。作れるノートの種類は、紙をリング綴じするリングノートと、2017年の店舗移転から新しくスタートしたのり付けでとじる「PADノート」の2種類がある。表紙や用紙、留め具、ゴム紐などの部材は、徒歩圏内にある職人や企業につくってもらっている。
オーダーノート作りに使用する製本機はアメリカ製のもので、展示会でこれに出会ったことが自分の店でオリジナルノートを作るきっかけとなったという。

### オーダーインク
オリジナルのインクを作るサービスで、inkstand by kakimoriで作るものと、自宅からオーダーする「inkstand POST」の2つの方法がある。カキモリで作成できるインクはターナー色彩と共同開発した水性顔料インクで、染料インクに比べて発色が鮮やかで、乾くと耐水性があり、退色もしにくいものとなっている。
このサービスを始めた経緯は、カキモリで自社でブレンドしたインクを販売したところ好評で、もっと他の色も欲しいという声があり、それならば自分の好きな色を作るオーダーメイドがいちばんいいのではないかと考えた、というものとなっている。

#### inkstand by kakimori
2014年9月に当時のカキモリの店舗隣にオープンした、オリジナルのインクを作ることができるカキモリの姉妹店。2018年12月13日にはカキモリの旧店舗跡を使って増床し、リニューアルオープンした。2021年1月24日には店舗移転に伴い一時閉店。同年2月25日にカキモリの店舗のM2階にリニューアルオープンした。
店内に入ると「色の標本棚」があり、その隣には、スタッフがテーマを決めて配合したインクの量り売りコーナー「Ink on tap」や、たくさんのガラスペンが並ぶコーナーがある。
店舗の中央にはインクを調合するカウンター「インクスタンド」があり、混色キットを使ってオリジナルのインクを作る予約制のワークショップ「Workroom」を体験することができる。

### 芯バー
好みのペンの軸に互換性のある好みの芯を入れることができるサービスで、芯は代表的な「4Cタイプ」と「G2タイプ」を各6種類ずつ用意している。2017年の移転後に新たにスタートした。

### カキモリのある街
カキモリの店頭で無料で配布している散策マップで、蔵前を中心に、浅草や合羽橋へ至るまでのランドマークや店の紹介がイラストレーターの溝川なつ美によって詳細に描かれている。

## 株式会社ほたか
カキモリを運営している株式会社で、法人番号は1010501031599。親会社は群馬県に本社を位置するアサヒ商会。

## アクセス
- 東京都交通局（都営地下鉄）蔵前駅から徒歩8分[67][68]
- 東日本旅客鉄道（JR東日本）・東京都交通局（都営地下鉄）浅草橋駅から徒歩10分[67]